# Standardizace
Standardizace (normalizace) je proces sjednocení pomocí zavádění standardů (norem). Vede ke koordinaci, kompatibilitě a opakovatelnosti v kvalitě výroby. Standardy se zavádějí buď centrálně (de iure), což je způsob, který převažuje, nebo jde o ustálený převažující standard (de facto), který vznikl z rozšířeného užívání.

## Historie

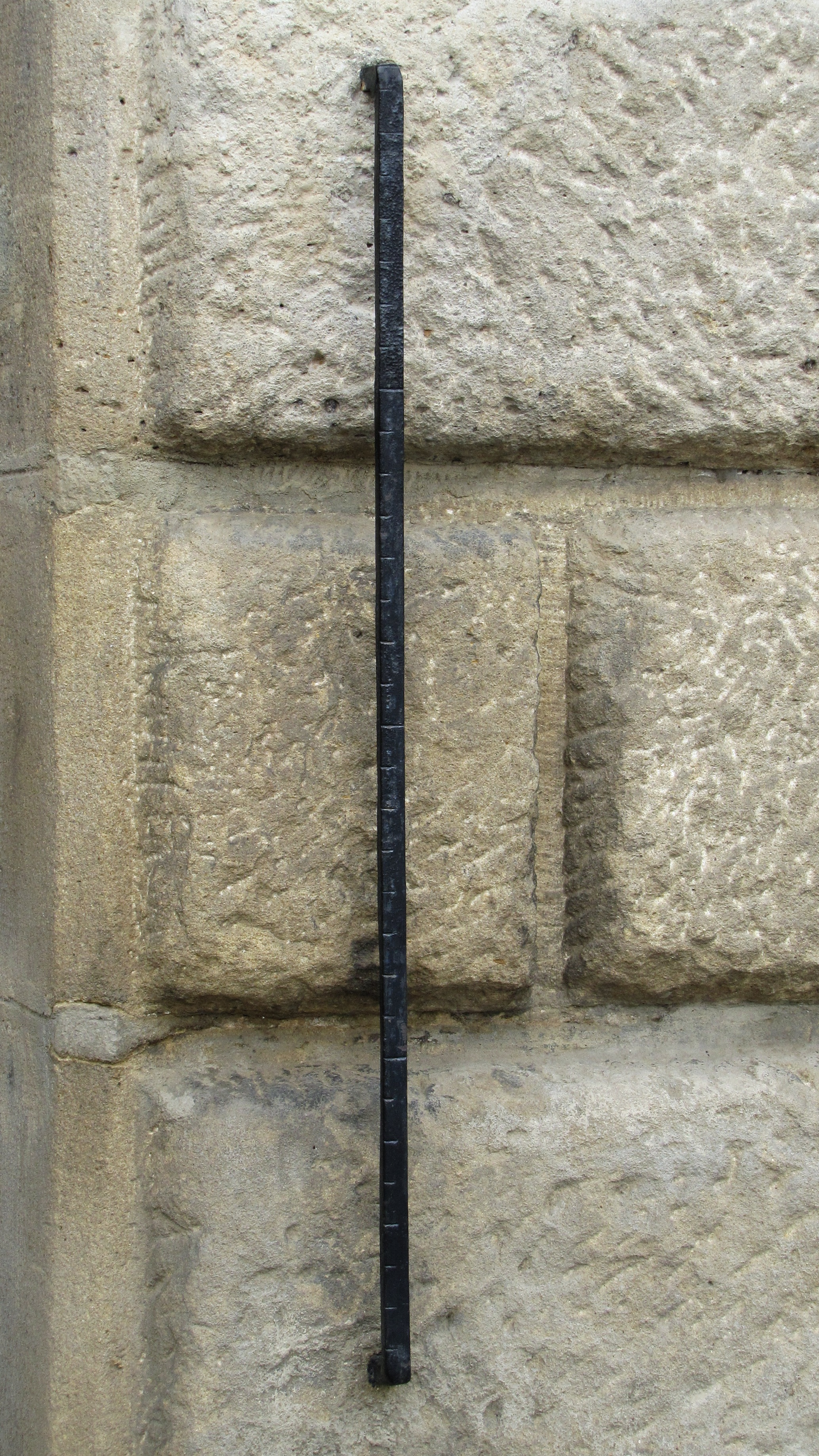
Loket (77,59 cm, asi 1759) na kyjovské radnici

Počátky standardizace jsou patrné již ve starověku například u jednotných rozměrů cihel. Stejně tak již ve starověkých říších docházelo ke sjednocení měr a vah, jejichž etalony byly uchovávány v chrámech. Sjednocení rozměrů, hmotnosti a kvality kovových mincí také představuje prvek standardizace.
Specializace a měření (metrologie) umožnily rozvoj masové výroby. Standardizovaná hmotnost nebo objem produktů usnadňuje obchod.

## Moderní standardizace
Rozvoj standardů přinesla až průmyslová revoluce (například pro specifikaci tvarů jako je závit). 

### Mezinárodní standardizace
Jednotnost měr zastřešuje Mezinárodní úřad pro míry a váhy (BIPM), který definuje jednotky soustavy SI. Od roku 1906 vytváří mezinárodní normy pro elektroniku Mezinárodní elektrotechnická komise (IEC). Roku 1946 byla založena Mezinárodní organizace pro normalizaci (ISO) a roku 1961 Evropský výbor pro normalizaci. 

### Standardizace v Československu a Česku
V předválečném Československu fungovala od roku 1923 Československá normalizační společnost financovaná průmyslovými podniky s podporou státu. V oblasti elektrotechniky vykonával tuto funkci od roku 1919 Elektrotechnický svaz československý (ESČ).
V ČR byl orgánem standardizace Český normalizační institut (ČNI) a nyní jím je Česká Agentura pro Standardizaci (ČAS) zřízená Úřadem pro technickou normalizaci, metrologii a státní zkušebnictví (ÚNMZ). V ČR se často jedná o převzetí mezinárodních norem jako je Evropská norma (EN), německá norma (DIN), nebo norma vydaná Mezinárodní organizací pro normalizaci (ISO).
Standardy utvářejí i komerční subjekty (například World Wide Web Consortium).